# Лісонасадження Яковенко
Лісонасадження Яковенко — заповідне урочище місцевого значення. Об'єкт розташований на території Веселівського району Запорізької області, КСП «Дружба».
Площа — 80 га, статус отриманий у 1984 році.